# Милые шестнадцать лет
«Милые шестнадцать лет» (англ. Sweet Sixteen) — кинофильм режиссёра Кена Лоуча и сценариста Пола Лаверти, вышедший на экраны в 2002 году. Его съёмки проводились в Глазго и Гриноке (Великобритания).

## Сюжет
Лиам (Мартин Компстон) — пятнадцатилетний подросток из неблагополучной семьи: его мать сидит в тюрьме, и должна освободиться как раз накануне его шестнадцатилетия, отчим и дед занимаются торговлей наркотиками, а сестра (Эннмари Фултон) одна воспитывает маленького сына. Лиам не учится и не работает. Целыми днями он слоняется по улицам со своим лучшим другом, по прозвищу Пинбол (Уильям Руэйн). Лиам мечтает о лучшей жизни, но видит лишь один способ её достижения: пойти по стопам отчима и деда. Он крадёт у них небольшую партию наркотиков, и вместе с Пинболом начинает их распространять. Таким образом Лиам хочет заработать деньги на покупку трейлера, в котором он, его мать, а также сестра Шанталь со своим сыном Калумом смогли бы жить, перестав общаться с отчимом.
Поначалу дела приятелей идут хорошо, но вскоре становится ясно, что город уже поделён на «зоны влияния». Лиаму приходится начать работать на местную наркомафию, отдавая часть выручки, но взамен получая защиту. Пинбол же выходит из дела. Лиам думает, что после того, как его мать выйдет на свободу, их семья заживёт по-новому: в достатке, и без отчима. Но его желаниям не суждено сбыться.

## В ролях
- Мартин Компстон — Лиам
- Уильям Руэйн — Пинбол
- Эннмари Фултон — Шантель
- Мишель Эберкромби — Сьюзан
- Мишель Култер — Джин
- Гэри Маккормак — Стэн

## Награды и номинации
| Год  | Премия                               | Категория                                 | Результат |
| ---- | ------------------------------------ | ----------------------------------------- | --------- |
| 2002 | Каннский кинофестиваль               | Золотая пальмовая ветвь                   | Номинация |
| 2002 | Каннский кинофестиваль               | Приз за лучший сценарий (Пол Лаверти)     | Победа    |
| 2002 | Кинофестиваль в Вальядолиде          | «Золотой колос»                           | Победа    |
| 2002 | Кинофестиваль в Вальядолиде          | Лучшая операторская работа (Барри Экройд) | Победа    |
| 2002 | Премия британского независимого кино | Лучший начинающий актёр (Мартин Компстон) | Победа    |
| 2002 | Премия британского независимого кино | Лучший британский независимый фильм       | Победа    |
| 2002 | European Film Awards                 | Лучший европейский режиссёр (Кен Лоуч)    | Номинация |
| 2002 | European Film Awards                 | Лучший актёр (Мартин Компстон)            | Номинация |
| 2002 | European Film Awards                 | Лучший сценарий (Пол Лаверти)             | Номинация |
| 2002 | European Film Awards                 | Приз ФИПРЕССИ                             | Победа    |
| 2003 | Empire Awards                        | Лучший начинающий актёр (Мартин Компстон) | Номинация |
| 2003 | Сезар                                | Лучший европейский фильм (Кен Лоуч)       | Номинация |
| 2004 | Бодил                                | Лучший неамериканский фильм (Кен Лоуч)    | Номинация |

## Отзывы
В связи с присутствием в оригинальном тексте фильма большого количества нецензурной лексики (например, слово «fuck» употребляется 313 раз) британский совет по классификации фильмов ввёл возрастные ограничения на просмотр до 18 лет.
Большинство отзывов на фильм «Милые шестнадцать лет» — положительные. Например, его рейтинг на сайте-агрегаторе рецензий Rotten Tomatoes составляет 96 %, а на сайте Metacritic он имеет 86 баллов из 100 возможных.